# Суньига-и-Миранда, Николас
Николас Суньига-и-Миранда (исп. Nicolás Zúñiga y Miranda, 1865, Сакатекас — 1925, Мехико) — мексиканец, который приобрёл известность как “вечный кандидат” на мексиканских президентских выборах, а также другими своими эксцентричными поступками.

## Биография
Суньига родился в семье, происходящей из старой испанской аристократии, затем переехал в Мехико, где обучался юриспруденции, а в 1887 году впервые приобрёл известность, объявив, что изобрёл машину, способную предсказывать землетрясения. Он действительно смог предсказать землетрясение в Мехико в том же году, но его следующий прогноз (об извержении вулкана Попокатепетль), вынудивший некоторых жителей Мехико покинуть город, не оправдался. Тем не менее, Суньига и после этого безуспешно продолжал публиковать разнообразные предсказания (в том числе конца света).
В 1892 году Суньига неожиданно выдвинул свою кандидатуру на президентских выборах в качестве оппонента действующему президенту-диктатору Порфирио Диасу, при котором выборы превратились в пустую формальность. Проиграв выборы, он заявил, что они прошли с нарушениями, а себя объявил победителем и законным президентом страны. Диас приказал арестовать Суньигу, после чего тот провёл в заключении 25 дней. Та же история повторилась на выборах 1896, 1900, 1904 и 1910 годов — каждый раз Суньига проигрывал Диасу, после чего объявлял выборы нечестными, а своего оппонента — узурпатором. Правительство не считало нужным принимать к Суньиге какие-либо меры, считая его неопасным сумасшедшим, и со временем он стал достаточно известной личностью.
В 1910 году, когда в стране началась революция, Суньига предложил себя в качестве посредника между Диасом и возглавлявшим революцию Франсиско Мадеро. Он принял участие в президентских выборах 1911, 1913, 1917, 1920 и 1924 годов, а также парламентских выборах 1922 года, и каждый раз ему удавалось собрать не больше нескольких тысяч голосов, хотя в 1920 году нашлась группа, требовавшая обнулить голоса, поданные за занявших первые два места Альваро Обрегона и Альфредо Домингеса по причине их участия в свержении предыдущего президента Каррансы и сделать президентом занявшего третье место Суньигу.
Суньига изображён в фильме 1943 года Mexico de mis recuerdos (где его сыграл Макс Лэнглер), а в 1999 году Родриго Борха Торрес написал о нём книгу.